# 能登國
能登國（日语：〔〕／ Notonokuni */?），日本古代的令制國之一，屬北陸道，又稱能州。能登國的領域大約為現在石川縣北部的能登半島。

## 守護

### 鎌倉幕府
- ？－1191年：比企朝宗
- 1223年－1245年：名越朝時
- 1275年頃－？：北條氏一門
- 1293年－？：北條宗長？

### 室町幕府
- ？－1336年：吉見賴為？
- 1336年：吉見賴顯
- 1337年－1346年：吉見賴隆
- 1348年－？：吉見氏賴
- 1349年－1351年：桃井盛義？
- 1352年－1379年：吉見氏賴
- 1379年－1391年：本庄宗成
- 1391年－1406年：畠山基國
- 1406年－1432年：畠山滿則
- 1432年－？：畠山義忠
- 1478年－1497年：畠山義統
- 1497年－1500年：畠山義元
- 1500年－1506年：畠山慶致
- 1506年－1515年：畠山義元
- 1515年－1542年：畠山義總
- 1543年－1551年：畠山義續
- 1551年－1565年：畠山義綱
- 1565年－1574年：畠山義隆

## 國司

### 能登守
- 村國子老　764年（天平宝字8年）8月4日－765年、外從五位下
- 平群虫麻呂　765年－
- 平教經　1179年（治承3年）－、從五位下
- 長倉祐省
- 大岡忠相　1712年（正德2年）3月15日－1717年（享保2）2月3日、從五位下

## 郡
- 羽咋郡
- 能登郡→鹿島郡
- 鳳至郡
- 珠洲郡

## 相關項目
- 日本令制國列表